# 13½ жизней капитана по имени Синий Медведь
«13½ жизней капитана по имени Синий Медведь» — роман Вальтера Мёрса в жанре фэнтези о приключениях разумного синего медведя на населённом фантастическими существами материке Замония (по словам персонажа, ныне затонувшем). Повествование ведётся от лица главного героя.

## Мир, где происходит действие
Синий Медведь в предисловии к роману утверждает, что повествует о событиях необычайной давности, происходивших на Земле. Тогда, по его словам, материков было намного больше, а миром безраздельно повелевали сказочные существа, в то время как люди были изгоями общества.
Замония в романе — средоточие сил сказочных созданий, население её столицы Атлантиса превышает 200 миллионов. На континенте не просто встречаются на каждом шагу фантастические существа, от обычных гномов до пришельцев из 2364 измерения, но и преобладает необычный климат — пустыня с сахарным песком, вечный торнадо и т. п.
Сам Синий Медведь относится к виду цветных медведей — разумных существ под два метра ростом, которые замечательны тем, что имеют по 27 жизней. Главный герой и описывает первую половину своего жизненного пути: от необычного появления на свет до воссоединения со своими единоплеменниками и женитьбы.
Повествование в книге прерывается цитатами из «Лексикона подлежащих объяснению чудес, тайн и феноменов Замонии», составленного одним из основных персонажей — профессором Филинчиком, существом с семью мозгами, учителем Синего Медведя.

## Сюжет
В книге описаны следующие жизни Синего Медведя:
- у карликовых пиратов
- с химериадами
- в океане
- на острове Гурманов
- у динозавра-спасателя
- в Тёмных горах
- в Большом лесу
- в чёрной дыре
- в Сладкой пустыне
- в торнадо
- в Большой голове
- в Атлантисе
- на «Молохе»
- полжизни в покое

### Жизни 1—5
Новорождённый Синий Медведь, ещё совсем крошечный, плывёт в океане, лёжа в скорлупке грецкого ореха. Его чуть было не засасывает гигантская водяная воронка, но его подбирают карликовые пираты — шумливые, хвастливые, невероятно отважные лилипуты ростом не выше десяти сантиметров. Они воспитывают его на своём кораблике несколько лет, пока он не становится слишком велик, и тогда они высаживают его на каком-то островке.
Там Синего Медведя захватывают химериады — ужасные создания, питающиеся негативными эмоциями людей. Они сохраняют ему жизнь и здоровье при условии, что он будет для них плакать. Синему Медведю приходится согласиться, и он становится у них «тенором-рёвой». Но вскоре, почувствовав, что становится слишком похож на отвратительных химериад, он строит себе плот и уплывает с острова.
В океане он встречает исполинский чёрный корабль «Молох», от которого исходит какой-то гипнотизирующий шёпот, а затем знакомится с двумя волнами-болтушками, которые учат его говорить и дарят ему имя — «Синий Медведь». После различных приключений, пережитых в океане, Синий Медведь волею судьбы попадает на остров, где абсолютно всё съедобно — от травы до древесной смолы, а такие лакомства, как омары или устрицы, сами выбрасываются на берег. Синий Медведь живёт там около года и страшно толстеет, но этот остров Гурманов оказывается приманкой: под ним скрывается хищное растение, которое хочет съесть раскормленного Медведя, однако его спасает динозавр-спасатель Мак — представитель единственного в своём роде вида разумных и доброжелательных динозавров, приходящих на выручку в последнюю секунду.
Так как Мак уже немолод и близорук, он предлагает Синему Медведю поработать у него навигатором, на что тот с радостью соглашается. Целый год они кружат над Землёй и приходят на помощь непременно в последний момент, пока Мак не выходит на пенсию и не устраивает Синего Медведя в Ночную школу знаменитого профессора Филинчика.

### Жизни 6—11
Синему Медведю поначалу очень нравится Ночная школа в Тёмных горах: лекции артистичного и необычайно умного, хоть и чудаковатого, профессора Филинчика захватывающе интересны, двое одноклассников — принц 2634 измерения Кверт и целиком покрытая длинными волосами бергина (горная троллиха) Фреда — становятся верными друзьями Синего Медведя. Все трое делаются всё более образованными прямо на глазах. Но вот сначала уходит из школы Фреда, потом Кверт, а вместо них приходят похожий на гигантскую свинью драчун Грот, вредный карликовый циклоп Цилле и зануда-единорог Миролюб. К счастью, вскоре профессор Филинчик объявляет Синему Медведю, что тому тоже пора уходить из школы. На прощание он помещает ему в разум свой «Лексикон чудес, тайн и феноменов Замонии».
После долгих скитаний по Темногорскому лабиринту, встречи с отвратительным пещерным троллем и добродушным гигантом — стальным червяком — Синий Медведь выходит в пользующийся очень дурной славой Большой лес. Но там он поначалу не находит ничего страшного: напротив, он обнаруживает, что там живёт прелестная лазоревая медведица. Когда Синий Медведь набирается смелости, чтобы познакомиться с красавицей, он выясняет, что она — только галлюцинация, вызванная ядовитыми сетями обитающего в Большом лесу паука-ведуна. Из этих сетей Синий Медведь с трудом высвобождается и еле убегает от изголодавшегося паука-ведуна: его спасает только прыжок в пространственную дыру, которая может перенести любого в другое измерение.
Синий Медведь попадает не куда-нибудь, а в 2364 измерение, в прошлое, где он случайно становится виновником попадания Кверта в его собственный мир через другую пространственную дыру. Синий Медведь прыгает вслед за другом и оказывается один-одинёшенек в Сладкой пустыне, где вместо песка — сахар. Там он присоединяется с полусумасшедшему племени чудичей, с которыми он скитается по пустыне, надеясь наткнуться на очаг цивилизации. Но после многих приключений, пережитых с чудичами, Синего Медведя засасывает вечный торнадо. Этот смерч вечно ходит по определённому маршруту в пустыне, останавливаясь только раз в год на минуту.
Внутри торнадо оказывается город стариков — путешественников, которые постарели на сто лет при прохождении через стену смерча. Синий Медведь становится одним из них, но через два года он составляет план побега из торнадо, и самые отчаянные из жителей города соглашаются бежать с ним. Когда торнадо останавливается, около сотни стариков во главе с Синим Медведем выскакивают из него. 
Синий Медведь решает отправиться в столицу Замонии — мегаполис Атлантис. Но один из бывших стариков предупреждает его, что единственная сухопутная дорога в город перекрыта гигантской головой боллога — самого большого из замонианских великанов, иногда вырастающего до ста километров и умеющего без вреда для себя сбрасывать и надевать голову. Синий Медведь решается пройти эту голову внутри — от уха до уха через мозг. Это ему в итоге удаётся, благодаря помощи со стороны одной из обитательниц головы — плохой идеи 16Ч. 
Синий Медведь как раз вовремя выбегает из уха боллога к воротам в Атлантис: именно в тот момент тот самый исполинский боллог, наконец, возвращается и надевает свою давно потерянную голову.

### Жизнь 12
В Атлантисе Синий Медведь находит нового друга: табачного гнома Гемлута Гаванну. С его помощью Синий Медведь ищет работу. Его карьера растёт от подметальщика до главного повара в пиццерии, а затем он ухитряется стать гладиатором-лжецом, Королём Лжи. Гладиаторы-лжецы — звёзды шоу-бизнеса Атлантиса, чья работа заключается в рассказывании лживых историй на сцене театра, причём именно публика решает, кто из гладиаторов делает это лучше.
Однажды Синий Медведь побеждает самого знаменитого из гладиаторов-лжецов — легендарного Нусрама Факира, несмотря на то, что его босс Смейк заранее приказывает ему Факиру проиграть. Разозлённый Смейк хочет отправить Синего Медведя и Гемлута в рабство на «Молох», но их спасает и уводит в катакомбы один из его телохранителей, которому Синий Медведь и Мак когда-то спасли жизнь.
В катакомбах Синего Медведя и Гемлута встречает Фреда, в которую Гемлут влюбляется с первого взгляда. Фреда говорит, что люди-невидимки — властители катакомб — собираются вырвать Атлантис из земли и на нём полететь на родную планету. Гемлут с радостью соглашается, но Синий Медведь категорически отказывается, прощается с друзьями и просит вывести его обратно в город.
Проводить его из катакомб наружу вызывается его старый враг, пещерный тролль, изобразивший раскаяние в прошлых злодействах. Но тролль выводит Синего Медведя из подземелий только для того, чтобы сдать его на «Молох».

### Жизни 13—13,5
На «Молохе» Синий Медведь пытается взбунтоваться и узнаёт, что капитан корабля — разумный камень замоним, мечтающий о мировом господстве. Замоним пытается загипнотизировать Синего Медведя, но последнего спасает телепатическое вмешательство профессора Филинчика. Но потом Филинчик исчезает, и замоним приказывает казнить Синего Медведя, а с ним — Грота и Цилле, которые тоже раньше служили Смейку и тоже угодили на «Молох». 
Однако прямо перед казнью вновь появляется Филинчик, на этот раз не в разуме Синего Медведя, а в реальности. Он помогает Синему Медведю бросить замоним в Облако Тьмы, тьмы, которую Филинчик собрал со всего космоса и давно пытался изучить и укротить. Но, проглотив замоним, Облако Тьмы становится неуправляемым и уносит профессора прочь.
«Молох» освобождается от гипноза замонима, но вскоре все замечают, что корабль приближается к водяной воронке — той самой, в которой когда-то чуть не погиб новорождённый Синий Медведь. К счастью, на выручку прилетает целая стая динозавров-спасателей во главе с Маком: им встретился Филинчик на Облаке Тьмы и предупредил об участи «Молоха». 
Весь бывший экипаж корабля эвакуируется, но вместо Синего Медведя на спину Маку в последний миг прыгает пещерный тролль. Синий Медведь и «Молох» падают в воронку, но оказывается, что эта воронка — тоже пространственная дыра. Падающий Синий Медведь натыкается на Кверта, летящего ему навстречу на ковре (традиционном транспорте 2364 измерения). Вместе они вылетают из воронки и нагоняют динозавров-спасателей в Большом лесу.
Среди бывших рабов «Молоха» оказывается много цветных медведей, которых когда-то захватил замоним. Они все поселяются в Большом лесу, где паук-ведун уже издох от голода и длинной погони за Синим Медведем. Вскорости Синий Медведь встречает в лесу ту самую светло-голубую медведицу Авриель, которая когда-то привиделась ему, женится на ней и решает провести хотя бы полжизни спокойно.

## Экранизации и театральные постановки романа
- Первоначально Синий Медведь появился на немецком телевидении, рассказывая сказки о своих приключениях. Только после этого Вальтер Мёрс написал о нём роман.

- В октябре 2006 года в Кёльне поставили мюзикл о Синем Медведе (постановщик Хейко Вольгемут, композитор Мартин Лингно)[2].